# Palatinado-Landsberg
O Palatinado-Landesberg, Palatinado-Zweibrücken-Landsberg ou, na sua forma mais completa, Ducado do Palatinado-Zweibrücken-Landsberg (em alemão:  Hetzogtum von Pfalz-Zweibrücken-Landsberg), foi um antigo estado do Sacro Império Romano-Germânico. Sua sede era o Castelo de Landsberg, localizado na Comuna de Heiligenstein, na Alsácia.

## História
A linhagem do Palatinado-Landsberg, pertencente ao ramo Palatino da Casa de Wittelsbach, governou este ducado vindo a herdar o Palatinado-Zweibrücken em 1661.
O Palatinado-Landsberg foi criado em 1604, aquando da morte do duque João I do Palatinado-Zweibrücken, que partilhou os seus estados pelos 3 filhos: Frederico Casimiro ficou com o Palatinado-Landsberg; João Casimiro, ficou com o Palatinado-Kleeburg e, o irmão mais velho, João II, reteve a maior parte do Palatinado-Zweibrücken.
Landsberg foi invadido e devastado durante a Guerra dos Trinta Anos. Em 1645, a Frederico Casimiro sucedeu o seu filho Frederico Luís que, em 1661 herdou o Palatinado-Zweibrücken, integrando, assim os 2 estados.
Em 1681, após a morte de Frederico Luís sem descendência legítima, o Palatinado-Zweibrücken (que já incluía Landsberg) foi herdado pelos Reis da Suécia, pertencentes à linhagem do Palatinado-Kleeburg.

## Lista de Duques do Palatinado-Landsberg

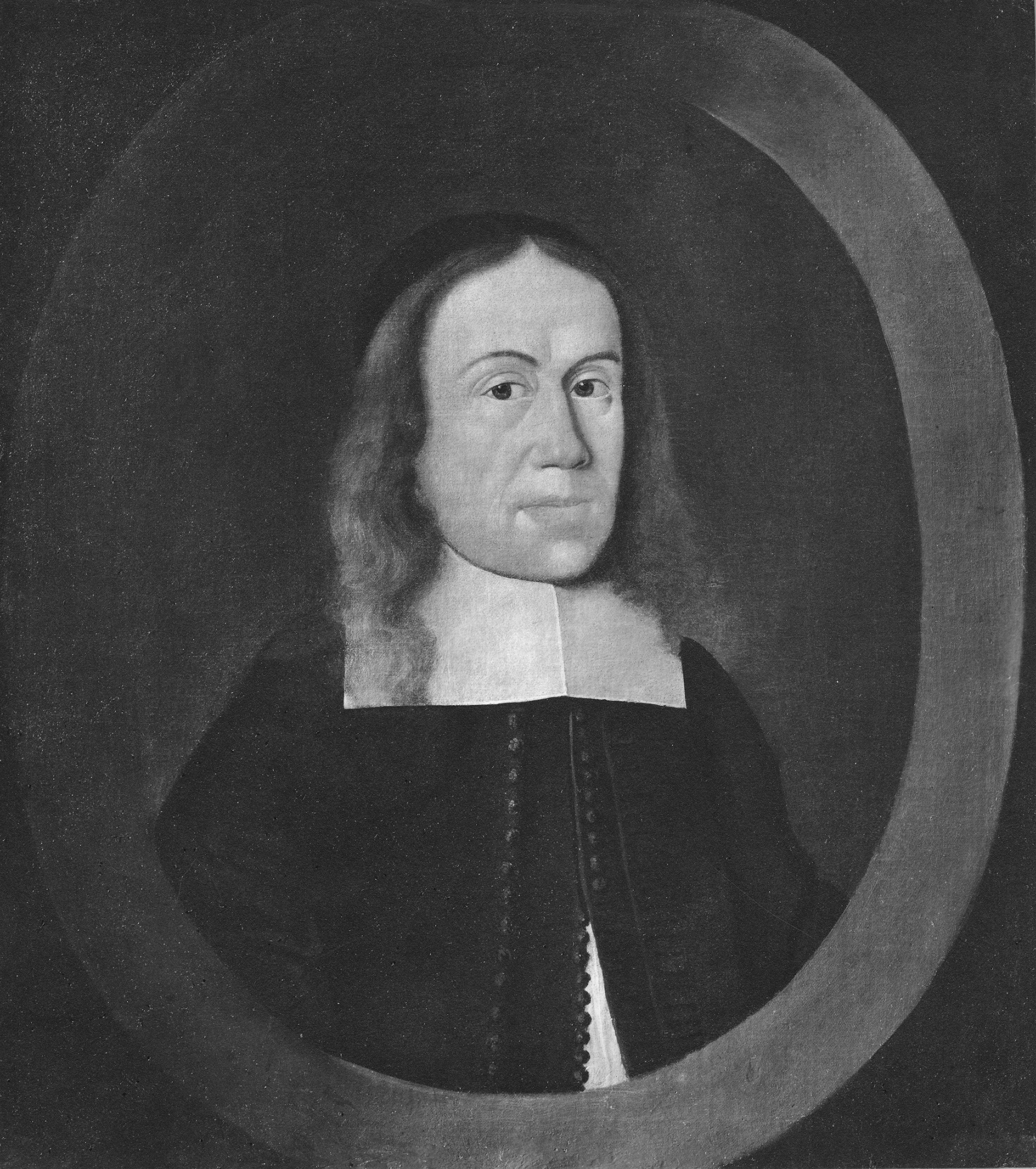
Frederico Luís duque do Palatinado-Zweibrücken-Landsberg (1645-1661) e Duque de todo o Palatinado-Zweibrücken (1661-1681).

### Casa de Wittelsbach
- 1410-1645: Frederico Casimiro;
- 1645-1661: Frederico Luís
  - em 1661 Frederico Luís herdou o Palatinado-Zweibrücken (que reabsorveu o Palatinado-Landsberg) e onde reinou até 1681.